# 3-й Крутицкий переулок
Тре́тий Крути́цкий переу́лок — крупная улица в центре Москвы в Таганском и Южнопортовом районах между площадью Крестьянская Застава и 4-м Крутицким переулком.

## История
Крутицкие улица, переулки и набережная возникли в XVIII—XIX веках, сохраняя название существовавшего здесь Крутицкого подворья архиереев Сарайских и Подонских (их епархия находилась в золотоордынской столице Сарай-Бату).

## Описание
3-й Крутицкий переулок является крупной магистралью района в отличие от остальных Крутицких переулков. 

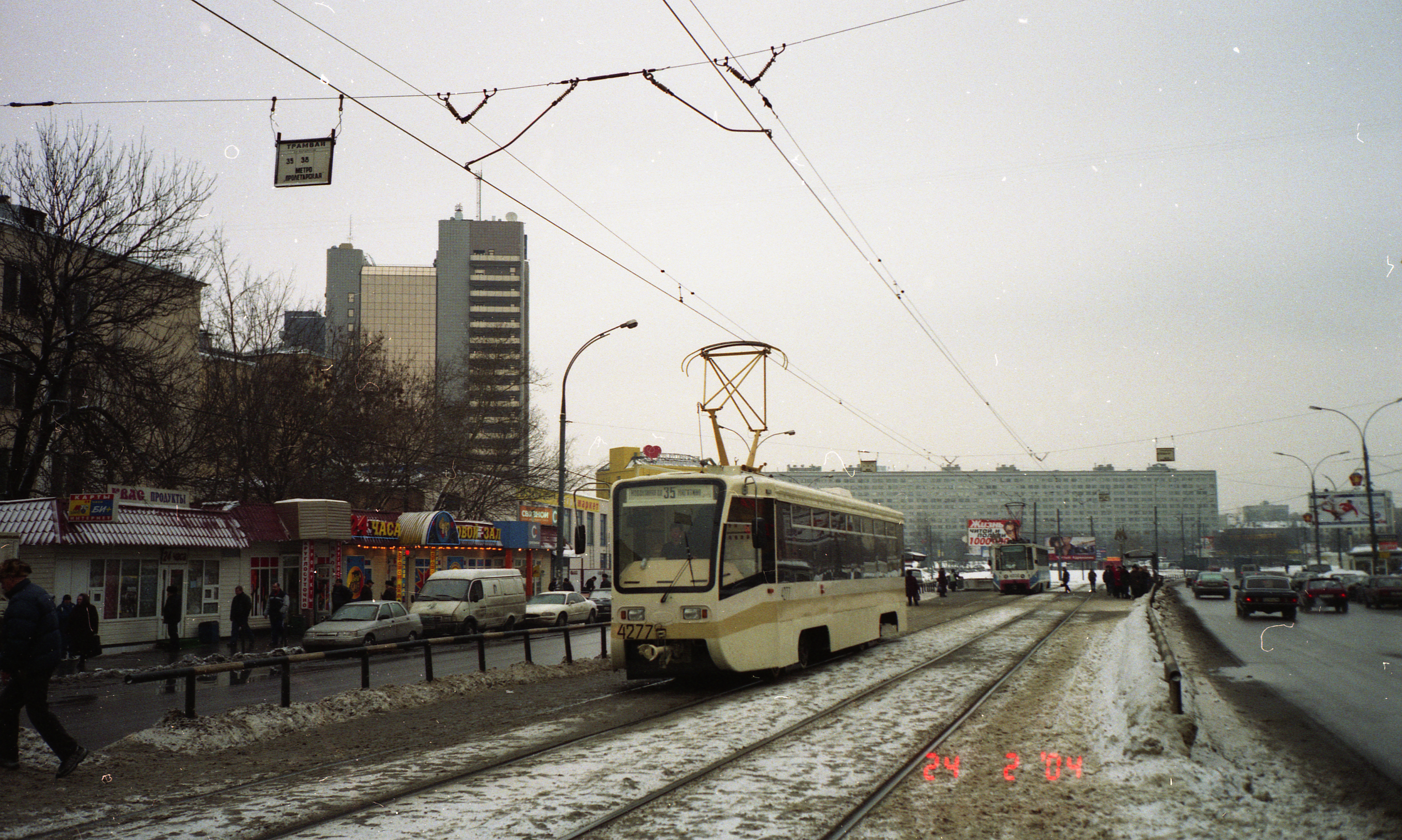
3-й Крутицкий переулок (2004)

Он начинается от площади Крестьянская Застава, продолжая Абельмановскую улицу, проходит на юго-запад, справа к нему примыкает 2-й Динамовский переулок, затем пересекает Новоспасский проезд, слева на него выходит 4-й Крутицкий переулок, справа — Саринский проезд, который становится продолжением переулка до Краснохолмской набережной Москвы-реки. Далее переулок переходит в Новоспасский мост через Москву-реку в Замоскворечье.

## Здания и сооружения
По нечётной стороне:
- № 11 — жилой дом
- № 13 — рестораны «Иль Патио», «Планета суши», «Кружка», «Спорт Бар»;
- № 15 — Сберегательный банк РФ (АКСБ РФ) Люблинское отд. № 7977/0163; УВД ЮАО, Управление вневедомственной охраны, 2-й отдельный батальон милиции; Магазин оптических приборов и оборудования для фотостудий «Салон Вебер»;

По чётной стороне:
- № 16 — родильный дом № 14;
- № 18 — торговый центр «МетроМаркет».